# 21546 Konermann
21546 Konermann este un asteroid din centura principală de asteroizi.

## Descriere
21546 Konermann este un asteroid din centura principală de asteroizi. A fost descoperit pe 17 august 1998 la Socorro, New Mexico, în cadrul proiectului LINEAR. Asteroidul prezintă o orbită caracterizată de o semiaxă mare de 2,66 ua, o excentricitate de 0,02 și o înclinație de 14,7° în raport cu ecliptica.